# Peperomia oxycarpa
Peperomia oxycarpa är en pepparväxtart som beskrevs av C. Dc.. Peperomia oxycarpa ingår i släktet peperomior, och familjen pepparväxter. Inga underarter finns listade i Catalogue of Life.